# Orofaciale fysiotherapie
Orofaciale fysiotherapie is een specialisatie binnen de fysiotherapie die zich richt op de behandeling van klachten rond het hoofd en de hals. In de volksmond heeft men het ook wel over 'kaakfysiotherapie' omdat klachten in het kaakgebied vaak een reden zijn de orofaciaal fysiotherapeut in te schakelen.
Aan de HAN University of Applied Sciences wordt een master-opleiding musculoskeletale revalidatie aangeboden, met als specialisatie orofaciale fysiotherapie.